# Conde de Casal (metropolitana di Madrid)
Conde de Casal è una stazione della linea 6 della metropolitana di Madrid. Si trova sotto la Calle Doctor Esquerdo, nel distretto Retiro.

## Storia
La stazione è stata inaugurata l'11 ottobre 1979 insieme alle stazioni comprese tra quelle di Pacífico e Cuatro Caminos.

## Accessi
Ingresso Conde de Casal
- Doctor Esquerdo Calle Doctor Esquerdo, 175 (angolo con Plaza Conde de Casal)
- Conde de Casal Plaza Conde de Casal, 2 (angolo con Calle Doctor Esquerdo)

Ingresso Doctor Esquerdo Aperto dalle 6:00 alle 21:40 meccanizzazione permanente
- Doctor Esquerdo, dispari Calle Doctor Esquerdo, 157 (angolo con Calle Lira)
- Doctor Esquerdo, pari Calle Doctor Esquerdo, 116 (angolo con Calle Ganivet)